# トゥース
座標: 北緯36度28分45.0秒 東経59度30分35.0秒 / 北緯36.479167度 東経59.509722度

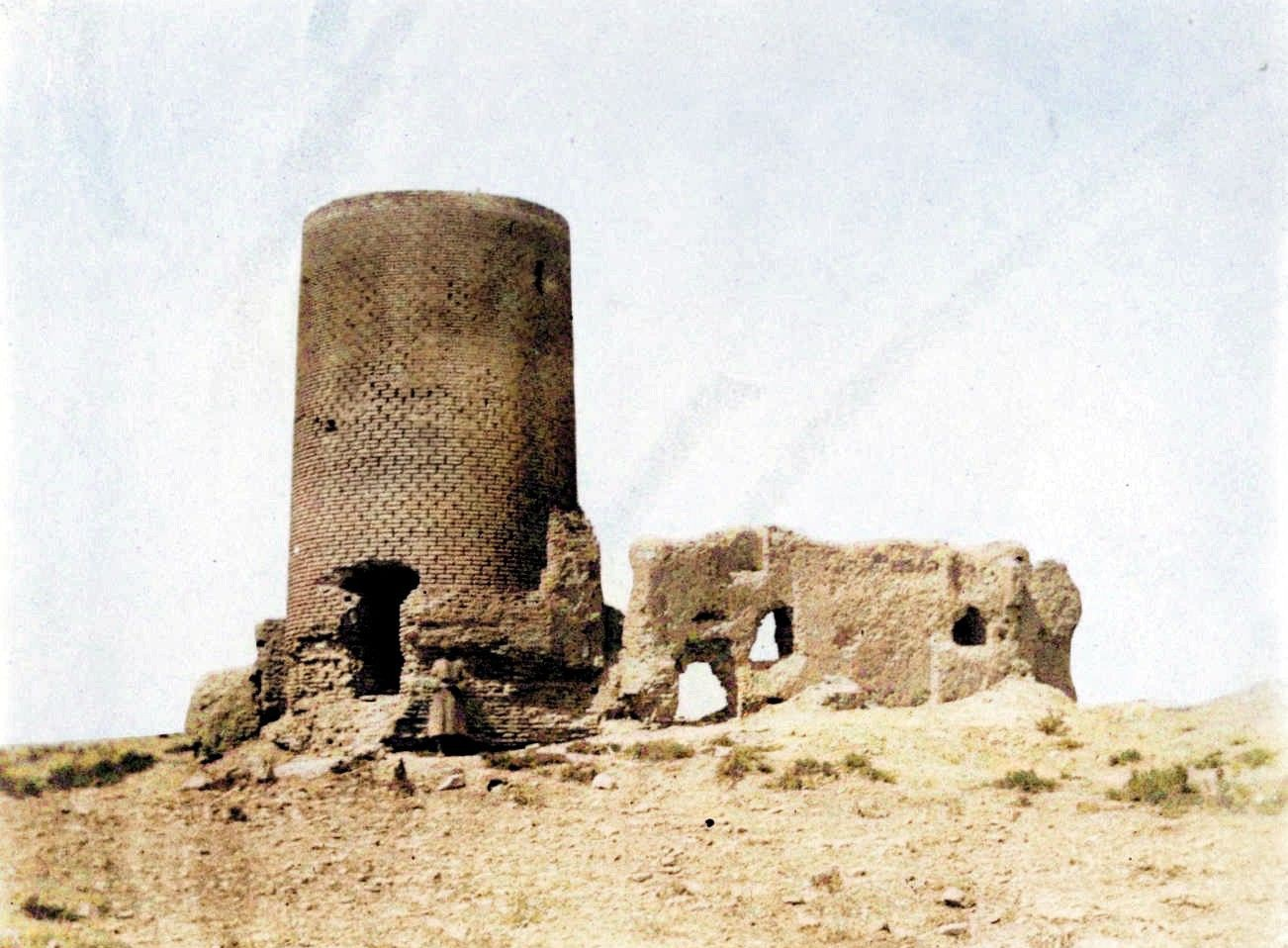
トゥース市跡。19世紀中葉、イタリア人の旅行者ルイージ・ペッシュにより撮影された写真。

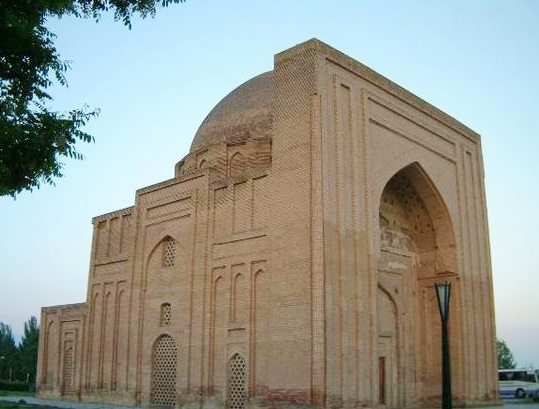
ゴンバデ・ハールーニーエ。15世紀の建築で、イラン＝イスラーム様式の初期の様式を示す。

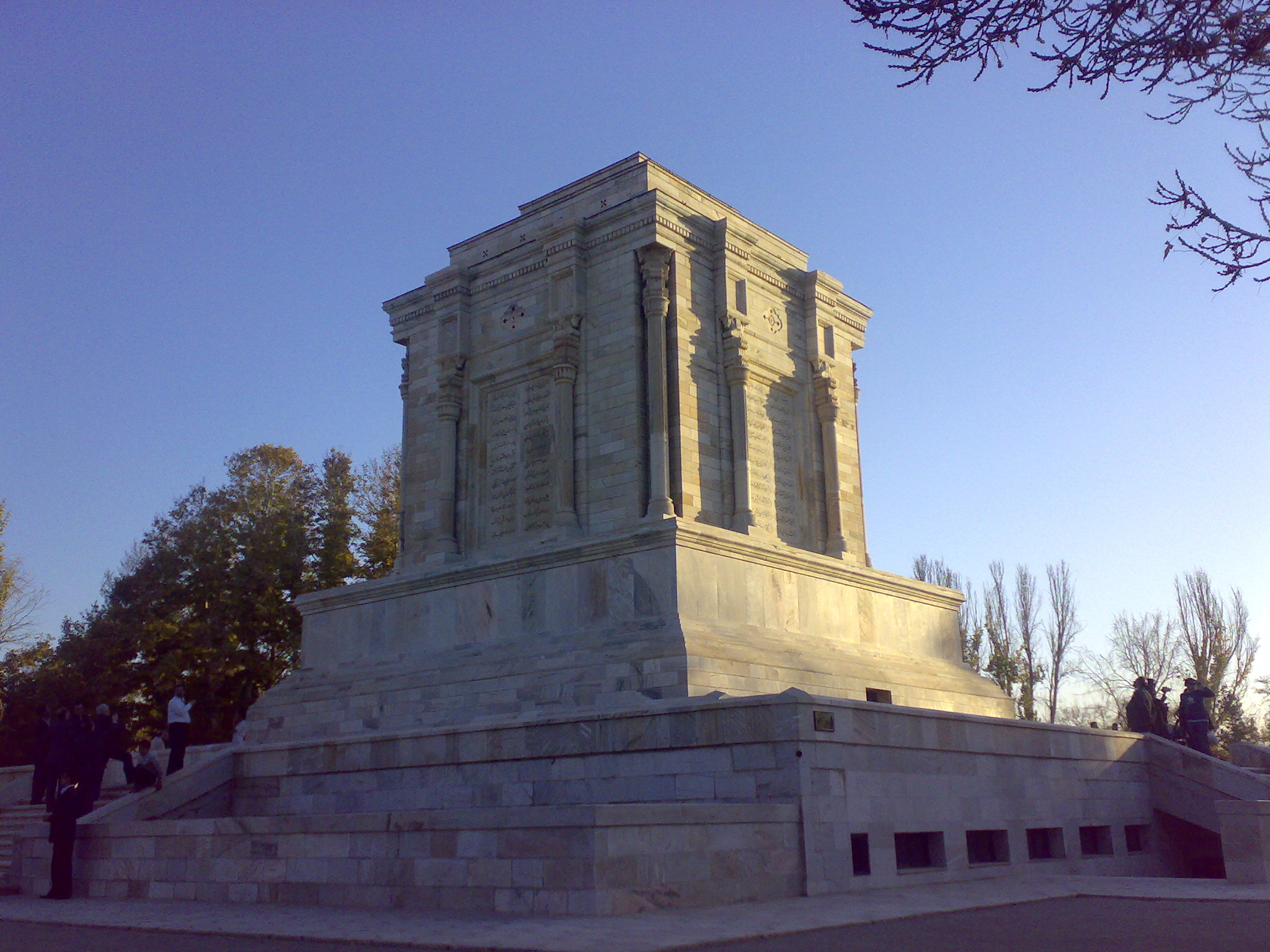
国威発揚のため1930年代に建造されたフェルドウスィー廟。

トゥース（ペルシア語: طوس, ラテン文字転写: Ṭūs）は、ホラーサーン地方に古代から14世紀ごろまで存在した街。場所は現代のイラン、ラザヴィー・ホラーサーン州のマシュハド（首都テヘランに次ぐイラン第二の都市）の近く。詩人のフェルドウスィーなどを輩出した。

## 歴史
トゥースのあるホラーサーン地方は中央アジアの乾燥ステップ世界と西アジアの定住世界を結ぶ位置にあり、紀元前4世紀にはアレクサンドロス大王が東征の際に通り道にし、紀元後にはトルコ系の遊牧民が西方への移住の途中に通過した。トゥースは古代よりそのホラーサーン地方の中心都市である。ギリシア人はこの街を Σούσια （Sousia）と呼んだ。
619年に西突厥の統葉護可汗がサーサーン朝のDatoyan王子の守るトゥースに攻め込んだ第二次ペルソ・テュルク戦争の戦場となった。西突厥の帰路を襲ったバグラトゥニー朝Persian Armeniaの王子Smbat IV Bagratuniによってサーサーン朝が勝利したが、ビザンチン・サーサーン戦争 (602年 - 628年)中のサーサーン朝の背後を突いて東ローマ帝国を支援する役目は果たした。
5世紀末（497年）にはキリスト教徒の居住区がトゥースに存在したようである。651年にはアラブ＝ムスリムの大征服により、ホラーサーン軍が占領した。ホラーサーン軍は当地への移住後50年ほど経つと経済的、文化的にシリアやイラクから独立し、その後、アッバース朝革命に軍事力を提供することになった。9世紀初頭（809年）にアッバース朝カリフ、ハールーン・ラシードがホラーサーンで発生した反乱を鎮圧する遠征の途上、トゥース近くの小さな村スィナーバードで病を得て亡くなった。亡くなった場所に墓所が作られ、「ハールーニーエ」と呼ばれた。さらにその後の818年に、シーア派イマームのアリー・レザーがトゥースへの旅の途上で亡くなった。アリー・レザーはハールーニーエ付属の果樹園に葬られた。
その後、820年にはターヒル朝が、896年にはサーマーン朝がトゥースを支配した。994年にはガズナ朝のマフムードが、1037年にはセルジューク朝のトゥグリル・ベグが取得した。1072年にはニザームル・ムルクに街の統治がゆだねられた。10世紀ごろまでには、トゥースでトルコ石や銅、アンチモンが掘り出されることが知られていた。
1121年に街が要塞化するが1153年にはオグズ族による襲撃をうけモスクが破壊された。1200年あるいは1201年にゴール朝のギヤースッディーン・ムハンマドの攻囲を受け、降伏した。1220年にはチンギス・ハーンの征西の際に占領された。その後14世紀までフレグ・ウルスの支配下にあった。1360年ごろにサルバダール政権が支配する。このころ、大旅行者イブン・バットゥータが街を訪問している。13世紀から14世紀ごろに書かれた地誌によると、トゥースは当時、大小ふたつの街からなり、大きい方の街の名前は Tābarān といったという。
1385年にティムール朝のミーラーン・シャーにより征服された。これが大きな引き金となって、トゥースはしだいに荒廃していった。15世紀中葉には文献から街の名前が言及されなくなった。トゥースの没落と入れ替わりに、アリー・レザーの墓廟のあるスィナーバード村がシーア派信徒を集めて成長していった。こうして成長したトゥース近郊の霊廟都市が、現代のマシュハドである。

## トゥース出身の有名人
もっとも有名な住人は詩人のフェルドウスィーで、叙事詩『シャー・ナーメ』の作者として知られる。彼の廟は生誕1000年となる1934年に、この町につくられた。
他にはジャービル・イブン＝ハイヤーンやアサディー・トゥースィー、ニザームルムルク、ガザーリー、ナスィールッディーン・トゥースィーやシーア派の学者アブー・ジャーファル・トゥーシーなどが著名な住人である。